# Gehrard III. Gelderski
Gerard III. Gelderski (1185 – 22. oktober 1229) je bil grof Gelderski in Zutphenski od leta 1207 do svoje smrti leta 1229. Bil je sin grofa Otona I. Gelderskega in se včasih imenuje Gerhard IV. ali Gerhard V. Gerhard se je leta 1206 poročil z Margareto Brabantsko, hčerko vojvode Henrika I. Brabantskega in Matilde Flandrijske, vojvodinje Brabantske.

## Življenje
Gerhard je bil vpliven vitez na dvoru cesarja Friderika II ., vendar je padel v nemilost in cesar je leta 1213 po spopadu med njima uničil Roermond. Boril se je proti utrechtskemu škofu Otonu II. Lippejskemu za Salland, vendar ga je podprl v bitki pri Aneju. V tej bitki leta 1227 je bil ujet.  Kronika Johanesa Bekeja omenja, da je bil Gerhard ubit v bitki.  Drugi vir omenja, da je bil Gerhard ubit v bitki pri Zutphenu leta 1229.

## Družina in potomci
Gerhard je bil sin grofa Otona I. Gelderskega in Rihardis Bavarske. Poročil se je z Margareto Brabantsko, hčerko Henrika I., vojvode Brabanta, in Matilde Flandrijske.  Imela sta naslednje otroke:
- Margareta, zaročena z gospodom Ditrihom II. Valkenburškim, a na koncu poročena z grofom  Viljemom IV. Julihškim (-1278)
- Oton II. (-1271)
- Henrik (-1285), škof v Liègu
- Rihardis, poročena z grofom  Viljemom IV. Julihškim (-1278).